# Arseni Sañé
Arseni Sañé (Tarrasa, 1976) es un exjugador y entrenador español de hockey sobre hierba. Formado en la cantera del Atlètic Terrassa Hockey Club donde inició su camino como jugador a la edad de 7 años. Pasó por todas las categorías infantiles del club hasta llegar al primer equipo masculino de la entidad en el año 1999. Formó parte del equipo de División de Honor masculino durante tres temporadas y después se desplazó a vivir, estudiar y jugar a hockey en Holanda. Su carrera deportiva siguió en las filas del SCHC holandés y después pasó a militar en las filas del Hockey Club HIC. 
Su formación como entrenador se inició muy anteriormente a su etapa fuera de España. Desde ya muy temprano, a la edad de 17 años, empezó a entrenar equipos de la escuela del club Atlétic Terrassa. Su formación seguía las directrices de técnicos de la Federación Española de Hockey, que en ese momento eran Horst Wein y Antonio Guerra.
Algunos grandes jugadores de nivel internacional como Santi Freixa o Roc Oliva, empezaron a jugar bajo sus directrices de entrenador. En su primera faceta de entrenador, compartió experiencia con grandes compañeros como Xavi Ribas o Xavi Arnau, con los que coincidiría más adelante como jugador y entrenador. Obtuvo todos los títulos necesarios hasta obtener el título de Entrenador Nacional en el año 2001 de manos del director técnico de la RFEH, Maurits Hendriks. Y fue a partir de su regreso a Tarrasa después de la etapa en Holanda cuando comenzó su etapa como entrenador profesional de hockey sobre hierba (2005).
Su carrera como entrenador inició al frente del primer equipo femenino del Atlètic Terrassa y esta tarea compagina con gran actividad dentro de la Federación Española de Hockey Hierba, como seleccionador español Sub-16 femenino. Tres temporadas con las "Grogues" y tres años al frente de la Selección femenina Sub-16 dejan un buen balance de premios y una aportación al hockey hierba español. 
Después de tres temporadas en Tarrasa, su siguiente paso fue situarse al frente del equipo femenino del Club de Campo Villa de Madrid donde estuvo 3 temporadas más, consiguiendo sus primeros éxitos como entrenador profesional.

## Títulos
- 2006 - Medalla de oro en el Campeonato de Catalunya Hockey Hierba (Real Club de Polo de Barcelona, Barcelona)
- 2007 - Medalla de plata en la Copa SM la Reina (CF Júnior, San Cugat del Vallés)
- 2008 - Medalla de plata en la Copa SM la Reina (Real Club de Polo de Barcelona, Barcelona)
- 2008 - Medalla de plata en la Liga Española Hockey Hierba (Club de Campo Villa de Madrid, Madrid)
- 2008 - Medalla de plata en la Liga Española Hockey Sala (Atlètic Terrassa Hockey Club, Tarrasa)
- 2008 - Medalla de oro en el torneo sub-16 4 Naciones de Manheim, Alemania)
- 2008 - Medalla de bronce en el Europeo sub-16 de La Haya (Holanda)
- 2008 - Medalla de plata en la Recopa de Europa de Mánchester (Inglaterra)
- 2009 - Medalla de oro en la Liga Española de hockey hierba (Club de Campo Villa de Madrid, Madrid)
- 2009 - Medalla de oro en la Copa SM la Reina (Atlètic Terrassa Hockey Club, Tarrasa)
- 2009 - Medalla de oro en la Liga Española de hockey sala (Club Egara, Tarrasa)
- 2010 - Medalla de oro en la Liga Española de hockey hierba (Club de Campo Villa de Madrid, Madrid)
- 2010 - Medalla de oro en la Copa SM la Reina (Alcalá HC, Alcalá la Real)
- 2010 - Medalla de bronce en la Liga Española de hockey sala (Club Deportivo Terrassa, Matadepera)
- 2010 - Medalla de plata Copa de Europa de hockey sala (Sumy, Ucrania)
- 2011 - Medalla de oro en la Liga Española de hockey hierba (Club de Campo Villa de Madrid, Madrid)
- 2011 - Medalla de oro en la Copa SM la Reina (Club Deportivo Terrassa, Matadepera)
- 2011 - Medalla de oro en la Liga Española de hockey sala (Sardinero Hockey Club, Santander)